# يو إف سي ليلة القتال: لويس ضد سبيفاك
يو إف سي ليلة القتال: لويس ضد سبيفاك (بالإنجليزية: UFC Fight Night: Lewis vs. Spivak)‏ هو حدث لفنون القتال المختلطة نظمته يو إف سي، أُقيم في 4 فبراير 2023، على يو إف سي أبيكس في لاس فيغاس، نيفادا، الولايات المتحدة.